# Wilhelm Friedrich Hezel

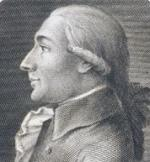

Johann Wilhelm Friedrich Hezel (auch von Hezel; * 16. Mai 1754 in Königsberg in Franken; † 12. Juni 1824 in Dorpat) war ein deutscher Orientalist, Theologe und Hochschullehrer.

## Leben

### Herkunft und Familie
Hezel war Sohn des zweiten Stadtpfarrers von Königsberg. 
Er war mit Charlotte von Hezel verheiratet. Eine Tochter war mit dem Rechtsprofessor Christian Heinrich Gottlieb Köchy verheiratet. Aus der Ehe entsprang der Enkel Wilhelm Köchy.

### Werdegang
Er nahm 1772 ein Studium der Theologie an der Universität Jena auf und war dort bereits als Hauslehrer tätig. 1775 wurde er Hauslehrer in Hohenstein bei Coburg. Dort predigte er, obwohl er kein Geistlicher war, in der Schlosskapelle. Im selben Jahr wurde er in Jena zum Dr. phil. promoviert und begann kurz darauf als Privatdozent dort zu lehren. 1776 wurde ihm vom Herzog von Sachsen-Hildburghausen der Hofratstitel verliehen. Er zog sich zur weiteren wissenschaftlichen Arbeit nach Ilmenau zurück. Am 14. Juni 1778 wurde ihm dort durch den Fürsten Ludwig Günther II. von Schwarzburg-Rudolstadt die Hofpfalzgrafenehre verliehen. 1780 kaufte er das Gut Grenzhammer bei Ilmenau und fasste dort seine Die Bibel alten und neuen Testaments mit vollständigen erklärenden Anmerkungen ab. Zudem wurde er in diesem Jahr Ehrenmitglied der Lateinischen Gesellschaft zu Jena.
Hezel nahm am 3. Mai 1786 den Ruf als ordentlicher Professor der orientalischen Literatur an die Universität Gießen an, 1788 wurde er zudem Hessischer Geheimer Regierungsrat, 1793 Rektor der Universität und schließlich 1800 deren Bibliothekar. Er erhielt 1791 die Ernennung zum Mitglied erster Klasse der korrespondierenden literarischen Gesellschaft zu Mainz und 1793 die zum Definitor des geistlichen Konsistoriums in Gießen. Zudem betrieb er ein privates Internat in Gießen, an dem unter anderem Ludwig Börne auf das Studium vorbereitet wurde.
Hezel folgte am 13. September 1801 einem Ruf auf die ordentliche Professur der Exegese und der orientalischen Sprachen an die Kaiserliche Universität Dorpat. Dort wurde er außerdem zum kaiserlich russischen Hofrat ernannt. Im Jahr 1805 wurde ihm der Doktor der Theologie verliehen, 1820 wurde er zudem zum Kollegienrat in Dorpat ernannt.

## Publikationen (Auswahl)
- Gedanken über den Babylonischen Stadt= und Thurmbau, Hanisch, Hildburghausen, 1774
- Geschichte der Hebräischen Sprache und Litteratur, Hemmerde, Halle, 1776.
- Die Bibel alten und neuen Testaments mit vollständigen erklärenden Anmerkungen. 10 Bände, Mayer, Lemgo, 1780–1791.
- Biblisches Reallexicon, 3 Bände, Weygand, Leipzig 1783–1785.
- Anweisung zur arabischen Sprache bei Ermangelung alles mündlichen Unterrichtes. 2 Bände, Böhme, Leipzig 1784–1785.
- Anleitung zur Bildung des Geschmacks für alle Gattungen der Poesie, 2 Bände, Hanisch, Hildburghausen 1791.
- Vorlesungen über die Feder’sche Logik und Metaphysik. 2 Bände, 1793–1794.